# Peterskirche (Kirchheimbolanden)
Die Peterskirche in Kirchheimbolanden ist die reformierte Pfarrkirche der Stadtgemeinde.

## Geschichte
Im Zuge der Reformation fiel die Kirche, deren Turm aus dem 12. Jahrhundert stammt, an die Protestanten. 1664 wurde sie restauriert. Im Jahr 1738 versprach der lutherische Fürst Carl-August von Nassau-Weilburg der reformierten Gemeinde Kirchheimbolandens die Peterskirche als Gotteshaus, falls diese dafür 3.000 Reichstaler bezahlen würde. Dadurch finanzierte er teilweise die lutherische Schlosskirche.
Unter dem romanischen Chorturm ist Graf Heinrich II. von Sponheim-Bolanden († 1394), der Kirchheimbolanden 1368 zur Stadt erheben ließ und zur Residenz machte, beigesetzt.